# 浜家有文子
浜家 有文子（はまや ゆうこ、1970年8月29日 - ）は、日本のタレント、ニュースキャスター、ラジオパーソナリティ。東京都出身。
旧芸名：浜家 優子。旧姓本名：濵家 優子。読み名はすべて同じ。
夫はJ-WAVEパーソナリティのRYU。夫の母はエッグアーティストで株式会社カリフォルニア・ファンシーエッグ代表取締役のわたべ和美。

## 来歴・人物
2歳から15歳までの期間をロサンゼルスとシドニーで過ごす。帰国後、桐朋女子中学校・高等学校を経て獨協大学外国語学部英語学科に入学。在学時に女子ラクロス部を創部し、初代部長を務める一方、『ホットドッグ・プレス』や『JJ』等のファッション雑誌の読者モデルとしても活動。
『CNNヘッドライン』のオーディションに合格し、1993年の大学卒業後、当該番組にて正式に芸能界デビューする。バイリンガルタレントとして、テレビ・ラジオでレギュラー番組を持つ。後に芸名を現在の「浜家有文子」に改めた。
2000年1月1日、J-WAVEのナビゲーターであるRYUと入籍した。同時に妊娠が判明したことでレギュラー番組の仕事を整理していった。その後、女児を出産。2005年4月および2007年11月には男児を出産した。母親になってからは子育て中心の生活へ移行し、ウェブコンテンツや雑誌への出演を中心にしていた。
近年は家庭生活を中心にしつつTV番組に復帰。TV出演の傍ら、英語のコーチング講師としても活動している。
2018年7月7日、長女の渡部麗那（わたべれいな）がダンス＆ボーカルユニット「eyes（アイズ）」の一員としてデビュー。
2019年3月、離婚。3人の子供達のシングルマザーとなる。

## 出演

### テレビ番組
- ビートたけしのTVタックル（テレビ朝日、ナビゲーター）
- CNNヘッドライン（テレビ朝日）
- USO （テレビ朝日）
- ソリトン（NHK総合テレビ）
- 最大公約ショー（毎日放送）
- CD NEWS （千葉テレビ）
- BSマンガ夜話（NHK BS2）
- 乃木坂46えいご【のぎえいご】（TBSチャンネル1、ナレーション）

### ラジオ番組
- J's CALLING （J-WAVE）
- TOKIO LIFE （J-WAVE）
- MURPHY & APOLLO （J-WAVE）

### その他
- 毛ぼうし（オリジナルビデオ出演）
- プライベートライフ（ショッピングサイト内コンテンツ）
- キャリアプランニング（CMキャラクター）
- AOL （CMキャラクター）
- C （カードの声、A国首脳）

## 音楽関連の活動
- 大黒摩季「恋はメリーゴーランド」（1番の英訳詞を担当）
- DIMENSION「Yellow Sunshine」（コーラス）